# Gråbröstad mestyrann
Gråbröstad mestyrann (Anairetes alpinus) är en fågel i familjen tyranner inom ordningen tättingar.

## Utseende och läte
Gråbröstad mestyrann är en 13 cm lång tyrann med grå och vit fjäderdräkt. Ovansidan är mörkgrå med otydliga svarta streck på manteln. På huvudet syns en lång och smal tudelad svart tofs som exponerar den vita hjässan. Vingarna är mörka med två tydliga vita vingband. Den långa stjärten är svart med vita yttre stjärtpennor. Undersidan är askgrå, gulvit på mitten av buken hos nominatformen och rent vit hos bolivianus. Andra Anairetes-tyranner är streckade undertill och perumestyrannen (Uromyias agraphia) har enfärgad tofs, ljusa ögonbryn och brun ovansida. Lätet består av mjuka och rullander serier med nasala "crriu".

## Utbredning och systematik
Gråbröstad mestyrann delas in i två underarter:
- Anairetes alpinus alpinus – förekommer i Anderna i Peru (norra Ancash, Apurimac och Cusco)
- Anairetes alpinus bolivianus – förekommer i yungas i västra Bolivia (La Paz)

## Status
IUCN kategoriserar arten som starkt hotad.